# روبن غرينير
روبن غرينير (بالإنجليزية: Robin Greiner)‏ هو متزلج فني أمريكي، ولد في 24 أغسطس 1936 في سان خوسيه في الولايات المتحدة.

## وصلات خارجية
- روبن غرينير على موقع أوليمبيديا (الإنجليزية)